# Городенківський професійний ліцей
Городенківський професійний ліцей — заклад професійної освіти в м. Городенка. Від часу заснування ліцею підготовлено і випущено біля 30 тисяч кваліфікованих робітників. В ліцеї працюють гуртки художньої самодіяльності, технічної творчості, спортивні секції, діє тренажерний зал.

## Історія
Заснована рішенням крайового сейму 17 жовтня 1883 р., однак розпочала роботу 15 вересня 1885 р. як нижча рільнича школа. Одним із ініціаторів створення був граф Яків Ромашкан, а сама школа утримувалася державним коштом.
З 1944 р. училище готувало кваліфікованих робітників для сільського господарства з професії тракторист-машиніст широкого профілю.
З 1969 р. навчальний заклад реорганізовано в сільське середнє професійно-технічне училище.
З 2014 р. Професійно-технічне училище № 31 м. Городенка реорганізовано в Городенківський професійний ліцей.